# Spathiphyllum cuspidatum
Spathiphyllum cuspidatum är en kallaväxtart som beskrevs av Heinrich Wilhelm Schott. Spathiphyllum cuspidatum ingår i släktet Spathiphyllum och familjen kallaväxter. Inga underarter finns listade.